# Santo en la venganza de la momia
Série
Santo vs. la mafia del vicio
(1971) El Santo vs. las momias de Guanajuato
(1972)
Pour plus de détails, voir Fiche technique et Distribution.
Santo en la venganza de la momia (trad. litt. : Santo dans la vengeance de la momie) est un film mexicain de 1971 de René Cardona. Il fait partie de la série des Santo, el enmascarado de plata.

## Fiche technique
- Titre original : Santo en la venganza de la momia
- Titre anglais ou international : Santo in the Vengeance of the Mummy
- Réalisation : René Cardona
- Scénario : Alfredo Salazar
- Décors : Carlos Arjona
- Photographie : Raúl Martínez Solares
- Montage : Jorge Busto
- Musique : Gustavo César Carrión
- Production : Guillermo Calderón et El Santo
- Société(s) de production : Cinematográfica Calderón S.A.
- Pays d’origine :  Mexique
- Langue originale : espagnol
- Format : couleur — 35 mm — 1.37,1 — son Mono
- Genre : action, aventure, horreur
- Durée : 87 minutes
- Dates de sortie :
  - Mexique : 9 décembre 1971

## Distribution
- El Santo : Santo
- Eric del Castillo : Sergio Morales
- Mary Montiel : Susana
- César del Campo : Prof. Romero
- Carlos Ancira : Prof. Jiménez
- Alejandro Reyna : Plácido
- Carlos Suárez : Chef guide
- Alma Rojo : Rosa Bermúdez
- El Hijo del Santo : Agapito
- El Rebelde Rojo